# Thiocarbamate

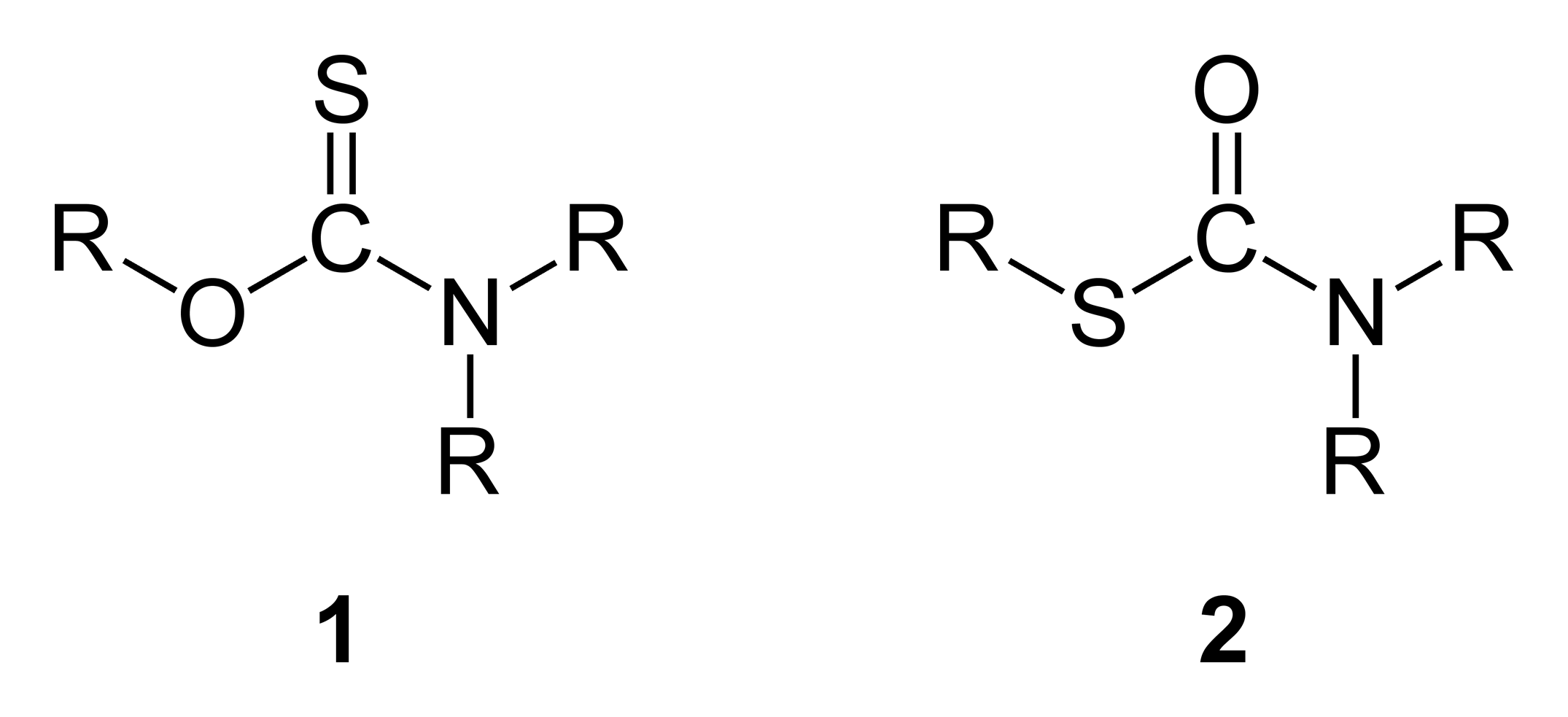
Structure générale des O-thiocarbamate ou thioluréthane (1) et S-thiocarbamate ou thionuréthane (2)

Les thiocarbamates ou thiouréthanes sont une famille de composés organosulfurés, analogues des carbamates où l'un des atomes d'oxygène a été remplacé par un atome de soufre. Ils existent donc sous la forme de deux isomères : les O-thiocarbamates, ROC(=S)NR2 et les S-thiocarbamates, RSC(=O)NR2. Les O-thiocarbamates peuvent s'isomériser en S-thiocarbamates, par exemple par le réarrangement de Newman-Kwart.

## Synthèse
Les thiocarbamates peuvent être synthétisés par hydrolyse des thiocyanates :
RSCN + H2O → RSC(=O)NH2
où R est un groupe aryle. Cette méthode est connue sous le nom de synthèse de thiocarbamate de Riemschneider.